# Micranthemum tetrandrum
Micranthemum tetrandrum är en tvåhjärtbladig växtart som beskrevs av John Wright. Micranthemum tetrandrum ingår i släktet Micranthemum och familjen Linderniaceae. Inga underarter finns listade i Catalogue of Life.